# 최원 (조선)
최원(崔遠, ? ~ ?)은 조선 중기의 무신으로, 여러 벼슬들을 지내며 임진왜란 때 활약했다.
1559년 선전관으로 재직 중 명종이 타고 있던 말이 놀라 날뛸 때 무사히 말에서 내리게 한 공으로 숙마를 하사받았다. 이후 1580년 전라도병마절도사가 되었고 1592년 임진왜란이 일어나자 1,000명의 군사를 거느리고 여산 일대에서 왜군에 맞서 방어하고, 강화도에 주둔하며 군사를 모집하고, 한강 일대에서 왜군의 후방을 공격하였다. 1593년 영덕에서 왜군을 격파하고 200명을 포로로 잡아 상호군으로 승진하였다.
1594년 여주 목사로 재임 중 사간원의 탄핵을 받았으며, 1596년 황해도병마절도사를 거쳐, 1597년 정유재란이 일어나자, 후위대장이 되어 훈련도감 군사들을 이끌고 도성 방어를 맡았다. 전란 평정 후 1600년 동지중추부사에 올랐다.